# Phalaropus
Phalaropus is een geslacht van vogels uit de familie strandlopers en snippen (Scolopacidae). Het geslacht telt drie soorten.

## Soorten
- Phalaropus fulicarius – Rosse franjepoot
- Phalaropus lobatus – Grauwe franjepoot
- Phalaropus tricolor – Grote franjepoot